# Жуков, Алексей (футболист)
Алексе́й Жу́ков (11 января 1965, Волгоград, РСФСР, СССР) — советский и российский футболист, футбольный тренер.

## Биография
Алексей Жуков родился в Волгограде. Первой его командой мастеров стал местный «Ротор», в составе которого он дебютировал в 1983 году в Первой лиге. В 1985 году, будучи игроком ростовского СКА, Жуков дебютировал в матчах Высшей лиги, проведя 2 игры. Далее играл в «Спартаке» из Орджоникидзе, после чего на протяжении пяти сезонов выступал за волжское «Торпедо». После распада СССР перебрался в Финляндию, где попеременно играл за «Кемин Паллотоверит-85» и за «РоПС».
Неоднократный чемпион Финляндии по футзалу в составе клуба «Football Team Kemi-Tornio».
С 2001 по 2005 играл в «Виикингите». Выступал на ветеранских турнирах в Силламяэ, после чего его заметили в эстонском «Лоотусе».
В 2007 вместе с Яном Демидовичем, Виктором Плотниковым и Валерием Смелковым приехал в Самару, игроков отвёл на просмотр в «Крылья Советов», а сам ознакомился с базой и тренировками клуба.
В 2008—2011 — играющий главный тренер «Лоотуса».
В 2012 вернулся в Финляндию, работал в клубе «Виикингит».
В 2016 возглавил клуб «ТП-47».

## Личная жизнь
Окончил на отлично институт физкультуры в Волгограде. 

Женат. В 2008 году выдал свою дочь замуж за жителя Кохтла-Ярве.